# Ясский погром
Я́сский погро́м — массовое убийство евреев в румынском городе Яссы во время Второй мировой войны, продолжавшееся с 27 июня по 2 июля 1941 года.
По предварительным данным румынских войск и жандармерии, во время этой «кровавой недели» погибло не менее 8000 и было арестовано и вывезено из Ясс 5000 евреев, из которых через 7 дней транспортировки в железнодорожных вагонах выжило только 1011 человек. Официальные данные румынского правительства, полученные после войны, говорят о гибели 13 266, а по данным еврейской общины, было убито 14 850 человек, включая умерших во время депортации из города во время и после погрома.

## Перед погромом
Население Ясс составляло 100 000 человек, из которых евреев было около 45 000. Премьер-министр Румынии Ион Антонеску желал видеть Румынию без евреев и цыган. В 1938 году, под влиянием нацистских нюрнбергских законов в Германии, румынское правительство ввело ряд ограничений для евреев. Нацистские и пронацистские румынские партии устраивали погромы и избиения евреев. В 1940 году были запрещены браки между румынами и евреями, евреи не имели права носить румынские имена, а в некоторых районах евреям даже запрещали говорить на родном языке в общественных местах. Подобно германским нацистам, режим Антонеску ввел для евреев принудительный труд, обязал их носить отличительный знак и т. д., а к лету 1941 года в повестке дня было их уничтожение.
19 января 1941 года, во время мятежа «Железной Гвардии» по всей стране — в Бухаресте и других городах — произошли первые крупномасштабные еврейские погромы, продолжавшиеся два дня.
В середине июня 1941 года государственные СМИ Румынии распустили слухи, что советские парашютисты высадились на окраине Ясс, и что евреи им помогают. Ещё за неделю до погрома дома христиан были отмечены крестиками, еврейских мужчин вынудили рыть большие канавы на еврейском кладбище, а солдаты обыскивали еврейские дома в «поисках доказательств».

## Погром

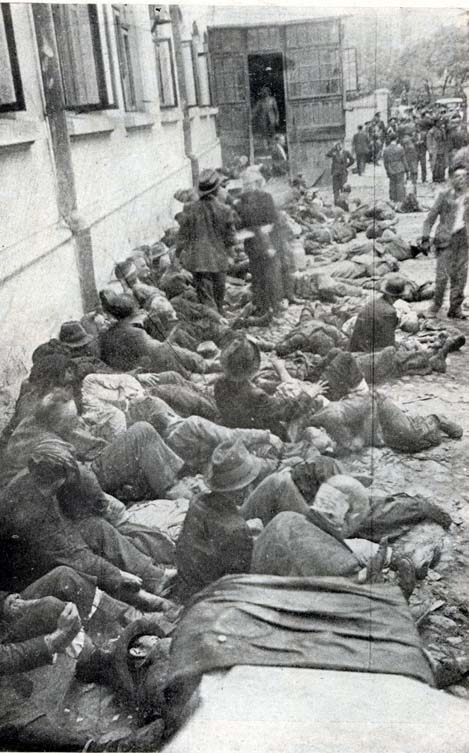
Во время погрома

27 июня 1941 года, через неделю после вторжения в СССР, Антонеску позвонил полковнику Константину Лупу, командиру гарнизона Ясс, приказав ему «очистить Яссы от еврейского населения» (хотя планы погрома были утверждены ещё раньше). В этот же день власти официально обвинили еврейскую общину в саботаже и коллаборационизме, организовали отряды из солдат и полиции для проведения погрома и ложно обвинили евреев в нападении на румынских солдат на улицах и в том, что евреи якобы наводили советские самолёты во время бомбёжки железнодорожного узла в Яссах и скоплений румынских и немецких войск. После этого румынские солдаты начали погром.
Погром состоялся в рамках эвакуации евреев из Ясс. В свою очередь, это было частью плана по ликвидации еврейского присутствия в Бессарабии, Буковине и Молдавии, и это было частью общего плана для евреев Румынии.
В послевоенном докладе румынского правительства названы исполнители этого погрома, который стал одним из крупнейших в Европе::

В охоте на людей, развернувшейся в ночь с 28 на 29 июня, участвовала в первую очередь полиция Ясс, которую поддерживала полиция Бессарабии и части жандармерии. Другими участниками были солдаты, молодые люди, вооружённые агентами SSI, и толпа, которая грабила и убивала, зная, что не будет нести ответственность за свои действия. Некоторые румынские жители Ясс, помимо того, что доносили на евреев, также приводили солдат в еврейские дома и убежища и даже сами врывались в дома, и ещё сами принимали участие в арестах и унижениях, которыми подвергались колонны евреев по пути в Честуру. Среди погромщиков были соседи евреев, известные и не очень сторонники антисемитских движений, студенты, чиновники, железнодорожные рабочие, ремесленники, которых раздражала конкуренция со стороны евреев, «белые воротнички», пенсионеры и ветераны войны.
Заместитель премьер-министра Михай Антонеску объяснил намерения режима Румынии в речи вскоре после погрома:

Я за вынужденное выселение всего еврейского элемента Бессарабии и Буковины… Вы должны быть беспощадными к ним… Я не знаю, как много столетий пройдет, пока румынский народ вновь получит такую свободу действий, такую возможность для этнической чистки… Это время, когда мы хозяева своей земли… Я беру на себя официальную ответственность и говорю вам: нет закона… Так что, никаких формальностей, полная свобода.— Jean Ancel, ed., Documents Concerning the Fate of Romanian Jewry during the Holocaust (New York: Beate Klarsfeld Foundation, 1986), vol. 6: no. 4, p. 199—201 (англ.)

## Суд над погромщиками
В 1946 году был организован т. н. «Народный трибунал Румынии», и из пятидесяти семи обвиняемых за погром в Яссах были осуждены: 8 человек из высших военных чинов, префект уезда Яссы и мэр Яссы, 4 военных, 21 человек из гражданских лиц и 22 жандарма. Для дачи показаний были вызваны 165 свидетелей, в основном оставшиеся в живых жертвы погрома.
Большинство обвиняемых были осуждены за военные преступления и преступления «против мира». 23 человека, в том числе генералы и полковники, были приговорены к пожизненному заключению с каторжными работами и к уплате компенсации. Один полковник был приговорен к пожизненному заключению в условиях строгого режима и к уплате компенсации. 12 обвиняемых были приговорены к 20 годам каторжных работ каждый, а 7 обвиняемых получили по 25 лет каторжных работ. Остальные получили от 20 лет строгого режима до 15 лет каторжных работ; один обвиняемый был приговорен к 5 годам каторжных работ. Несколько обвиняемых были оправданы.

## Спасители евреев
Израильский мемориал Катастрофы (Холокоста) и Героизма Яд ва-Шем на 1 января 2010 года признал 60 румынских граждан Праведниками мира за бескорыстное спасение евреев. Одна из них — Виорика Агарич (Viorica Agarici), которая в ночь на 2 июля 1941 года услышала стоны людей из поезда, на который погрузили евреев, переживших погром в Яссах, для дальнейшей отправки в концлагеря. Она попросила и получила разрешение дать евреям еду и воду. Её действия были настолько сильно осуждены антисемитски настроенным румынским обществом Ясс, что ей пришлось переехать в другой город.

## Память о погроме
Румынские историки сделали немало для изучения тех событий. Их усилиями был издан двухтомник Международной комиссии по изучению Холокоста в Румынии, и даже во времена Чаушеску была выпущена книга «Кровавые дни в Яссах».
Но в современной Молдове с начала 1990-х годов, «в учебных заведениях преподается курс „История румын“, в которой о Ясском погроме — ни слова. Не знают о событиях в Яссах даже студенты-историки». Тема Холокоста и «кровавой недели» июня-июля 1941 года обходится стороной как в молдавской, так и в современной румынской литературе, кинематографе, театре и на ТВ.
1 мая 2011 года в израильском мемориальном комплексе «Яд ва-Шем» на официальной государственной церемонии в «День памяти жертв Катастрофы европейского еврейства» одну из шести траурных свечей, символизирующих память о 6 000 000 убитых нацистами евреев, зажёг 89-летний Андрей Каларашо, переживший массовое убийство евреев в городе Яссы.